# Raimon Gili (músic)
Raimon Gili (Vilafranca del Penedès, 1815 - 1885), també conegut com a Ramon Gil, va ser un compositor i organista català. Va ser educat com a escolà a Montserrat entre els anys 1826 i 1831. En acabar va exercir en la posició d'organista a l'església dels franciscans, als trinitaris i posteriorment a la parròquia de la seva vila natal. El 1838 fou nomenat professor de solfeig de l’acabat de fundar Conservatori Isabel II de Barcelona. Més tard, en inaugurar-se el teatre del Liceu el 1847, hi va exercir com a mestre, on va actuar com a auxiliar de Marià Obiols. Baltasar Saldoni el cita també com a organista de la catedral de Barcelona el 1877.